# Recinto galorromano de Dax
El recinto galorromano de Dax es una antigua fortificación que rodeaba a la ciudad de Dax (departamento francés de las Landas) durante el período del Bajo Imperio Romano.
Con 1465 metros de longitud perimetral, protegía un área de 12,60 ha Los restos conservados, porciones del lienzo de la muralla y torres en los lados norte y este del recinto, están clasificados como monumentos históricos de Francia mediante decreto de 1889.

## Ubicación
El perímetro del recinto se encuentra actualmente por entero en el centro de la ciudad moderna, sobre el margen izquierdo del Adur, acercándose la cara norte del lienzo mural a unos quince metros del río.

## Historia
Las murallas galorromanas de Dax se construyeron en la segunda mitad del siglo IV, quizás entre 350 y 275, según testimonian las inscripciones y monedas encontradas en los cimientos y sillería.
Los restos están clasificados como monumentos históricos por la lista de 1889.
En 2012-2013 se realizaron excavaciones en la cara norte del recinto, en la fase previa a la restauración y puesta en valor de estos vestigios defensivos.

## Descripción

Disposición del recinto.

El recinto adopta la forma de un cuadrilátero bastante regular, ligeramente alargado de norte a sur. Las murallas se extienden sobre un perímetro de 1465 metros que encierra un área de 12,60 ha.
La cortina tiene un grosor de 4,20 a 4.50 m en su base y 4 m  en su parte superior; su altura se estima en 9,20 m  hasta la pasarela, más unos dos metros de almena. El número de torres varía de 38 a 46 según los autores; son más escasos en la cara del recinto que da al Adur, río que ya ofrece protección natural a la ciudad. Estas torres son semicilíndricas, estando su diámetro constituido por la cortina.
Los cimientos están hechos de placas de piedra caliza sobre las que descansan grandes bloques. En un sector noreste donde se teme la humedad, se deposita un lecho de fajines en el fondo del tramo antes de que las piedras lo cubran. Los paramentos del lienzo mural y de las torres son de opus mixtum alternando entre cinco y siete hileras de pequeños cascotes de piedra caliza y tres lechos de terracota arquitectónica. El espacio entre los dos paramentos se rellena con piedras incrustadas en mortero.
La mayor parte del lienzo mural fue destruido por el municipio en el siglo XIX, provocando la desaparición de la mayor parte de las puertas y poternas del recinto. Sobreviven en el siglo XXI dos secciones principales de las caras norte y este del muro, acompañadas de algunas torres, en la Place des Salines y en el parque Théodore Denis.